# Hubert Elsässer

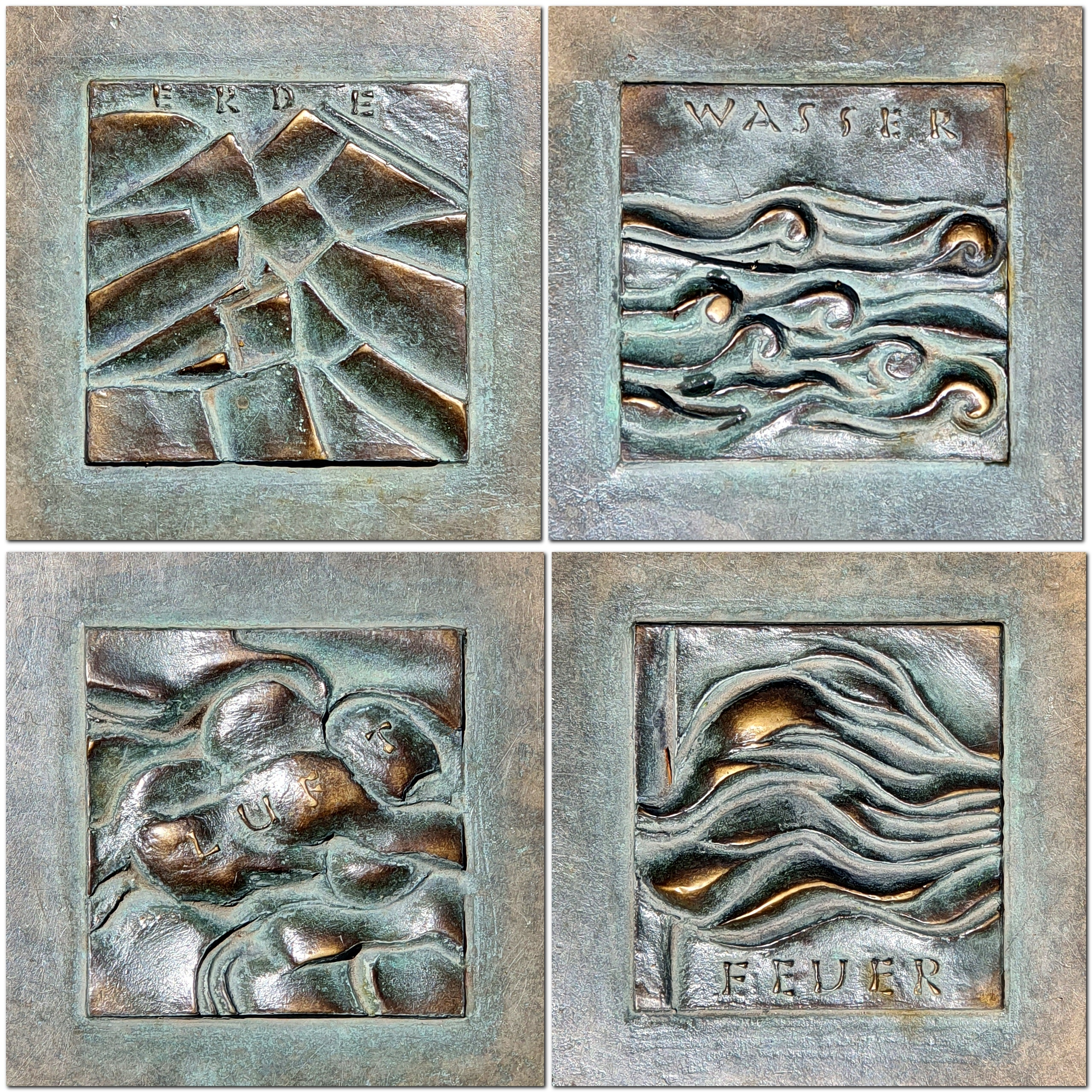
Die Vier Elemente auf den Bodenplatten des Gröbenzellers Brunnens

Hubert Elsässer (* 14. Juni 1934 in Würzburg; † 23. September 2009 in München) war ein deutscher Bildhauer.

## Leben
Von 1955 bis 1961 studierte Elsässer an der Akademie der Bildenden Künste München und war dort Meisterschüler von Josef Henselmann. Von 1959 bis 1961 erhielt er ein Stipendium der Studienstiftung des deutschen Volkes.
In den Jahren 1962 und 1963 setzte er sein Studium an der École nationale supérieure des beaux-arts de Paris fort.
In den Jahren 1964 und 1965 war er als Stipendiat in der Villa Massimo tätig. Ab 1968 lebte und arbeitete er in Gröbenzell bei München. 1984 erhielt er den Schwabinger Kunstpreis.

## Werk
Die wesentlichsten Arbeiten Hubert Elsässers sind im Bereich architekturbezogener, öffentlicher Skulpturen, Brunnen und kirchlicher Altarraumgestaltungen zu finden. Mit Auftragsarbeiten in vielen Kirchen, verteilt über ganz Deutschland, zählt Hubert Elsässer zu den bedeutendsten Bildhauern seiner Zeit in diesem Bereich.
Zu den wichtigsten Werken zählen hier im Limburger Dom die Altarinsel, ein schmiedeeisernes Gitter, die Kathedra; in der Sankt-Hedwigs-Kathedrale in Berlin die Grabplatte für Dompropst Bernhard Lichtenberg; im Fritzlarer Dom der Kreuzweg und im Würzburger Dom die Apsisgestaltung, die Mariensäule, das Gedenkporträt Kardinal Döpfners und der Brunnen im Kreuzgang. Im öffentlichen Bereich sind die Würtzburgsäule im Kongresszentrum und in München der Brunnen in der Schützenstraße sowie der Treffpunkt Faun beim Studentenwerk an der Leopoldstraße zu erwähnen.
Die Figuration der Arbeiten ist aus Pflanzenformen (vor allem Bäumen) und auch aus Landschaften heraus entwickelt. Die Plastiken wirken wie aus der Natur spontan herausgewachsen. Charakteristisch ist die immer wiederkehrende Scheibe, wie eine Frucht auf einer stielartigen Basis.
In seine Heimatgemeinde Gröbenzell erinnern der Vier-Elemente-Brunnen vor der katholischen St.-Johann-Baptist-Kirche sowie die ca. 1,60 Meter hohe Stele Knospe im Foyer des Bürgerhauses an den Künstler.
In seinen letzten Jahren widmete sich Hubert Elsässer immer mehr der Darstellung der menschlichen Gestalt, sei es als Porträts (z. B. vier Nobelpreisträger für die Max-Planck-Gesellschaft) oder als freie abstrahierte Ganzkörperfiguren aus Lindenholz.

Werke von Hubert Elsässer im öffentlichen Raum
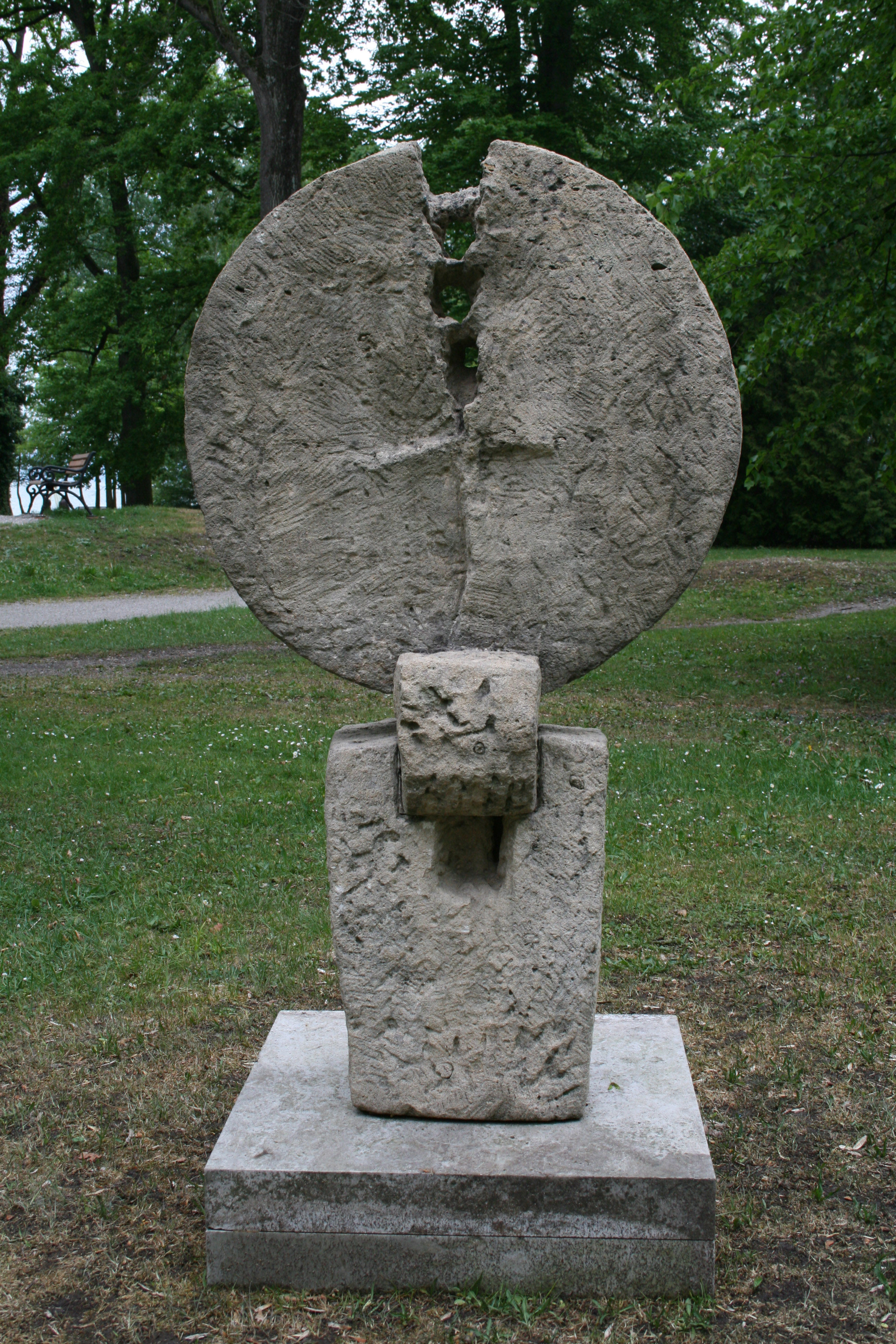
Stele aus Stein 1968
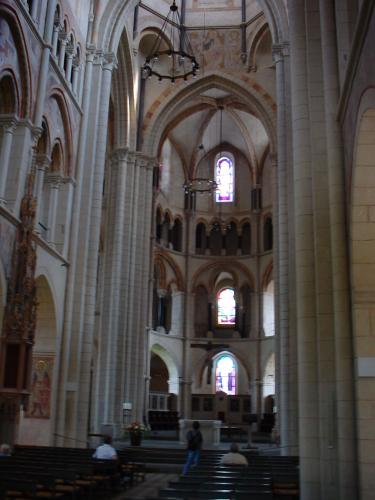
Mittelschiff mit Altarinsel Limburger Dom 1976
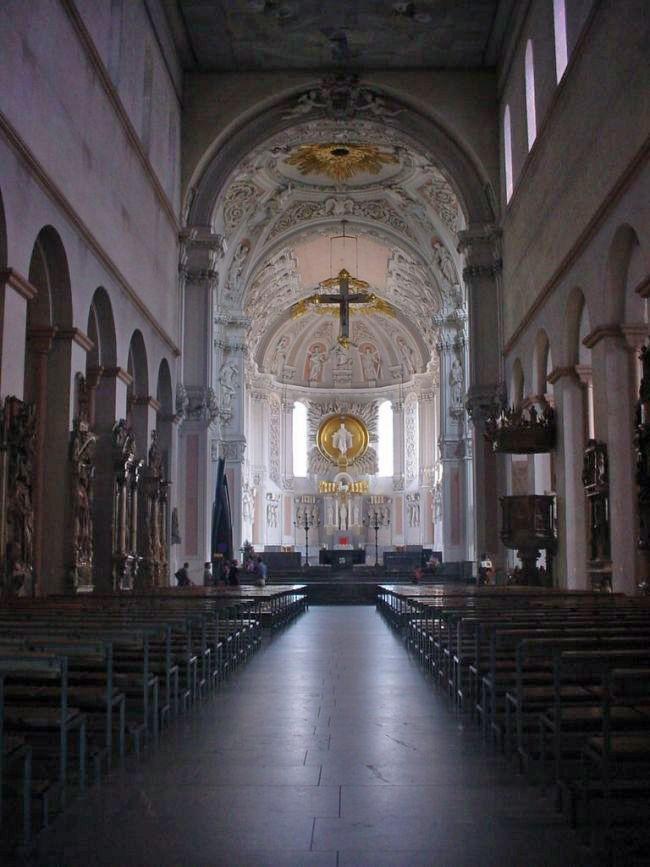
Innenraum Dom St. Kilian Würzburg 1988
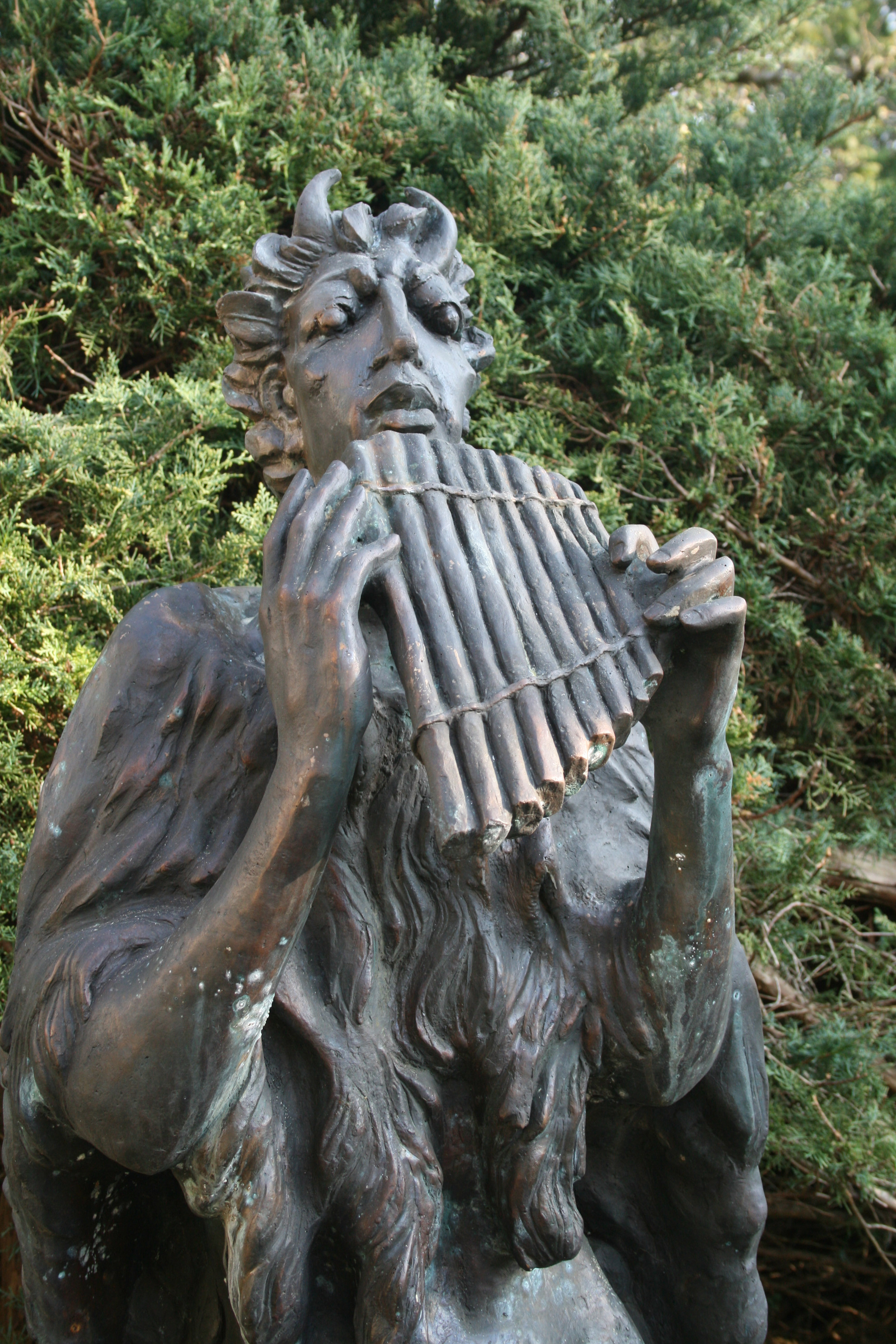
Bronze-Faun 1990 München, Leopoldstr. 11